# Dermanyssus gallinae
El totolate o ácaro rojo de las gallinas (Dermanyssus gallinae) es un ectoparásito hematófago que afecta principalmente a las aves de corral, aunque también puede infestar a diversas especies de mamíferos, incluidos los humanos. 
Estos ácaros se alimentan de sangre y atacan a las aves que descansan en la noche. Luego de alimentarse, se esconden en las hendeduras y grietas lejos de la luz del día, donde se aparean y ponen los huevos. 

## Característica
Dado que Dermanyssus gallinae sobrevive hasta diez meses en una casa sin gallinas, es importante limpiar a fondo las instalaciones. Las instalaciones de cría de aves deberán eliminar tanto como sea posible los lugares propicios para que el ácaro se esconda. Los controles químicos, si se usan, deberán usarse con variantes en rotación para evitar que induzcan resistencia en los parásitos.
El tratamiento con creosota de las maderas mata a los ácaros y los mantiene lejos de las áreas tratadas por algún tiempo, aunque se debe tener cuidado para no contaminar los huevos de aves.
Dermansyssus gallinae también se puede alimentar de algunas especies animales, incluyendo perros, caballos y el hombre, pero necesita aves como hospederas para reproducirse.

### Morfología
Los adultos miden aproximadamente 1 mm de largo. Su color varía desde negro o gris cuando no han comido, hasta rojo después de alimentarse. Las hembras adultas son ligeramente más grandes que los machos, con dimensiones de 0.7 x 0.4 mm y 0.6 x 0.3 mm, respectivamente.

### Ciclo de vida
El ciclo de vida incluye cinco etapas: huevo, larva, protoninfa, deutoninfa y adulto. Las hembras ponen entre 4 a 8 huevos después de alimentarse, y estos eclosionan en 2-3 días.Bajo condiciones favorables el ciclo de vida puede completarse en siete días, por lo que las poblaciones pueden crecer rápidamente, causando anemia en las aves de los gallineros muy afectados.

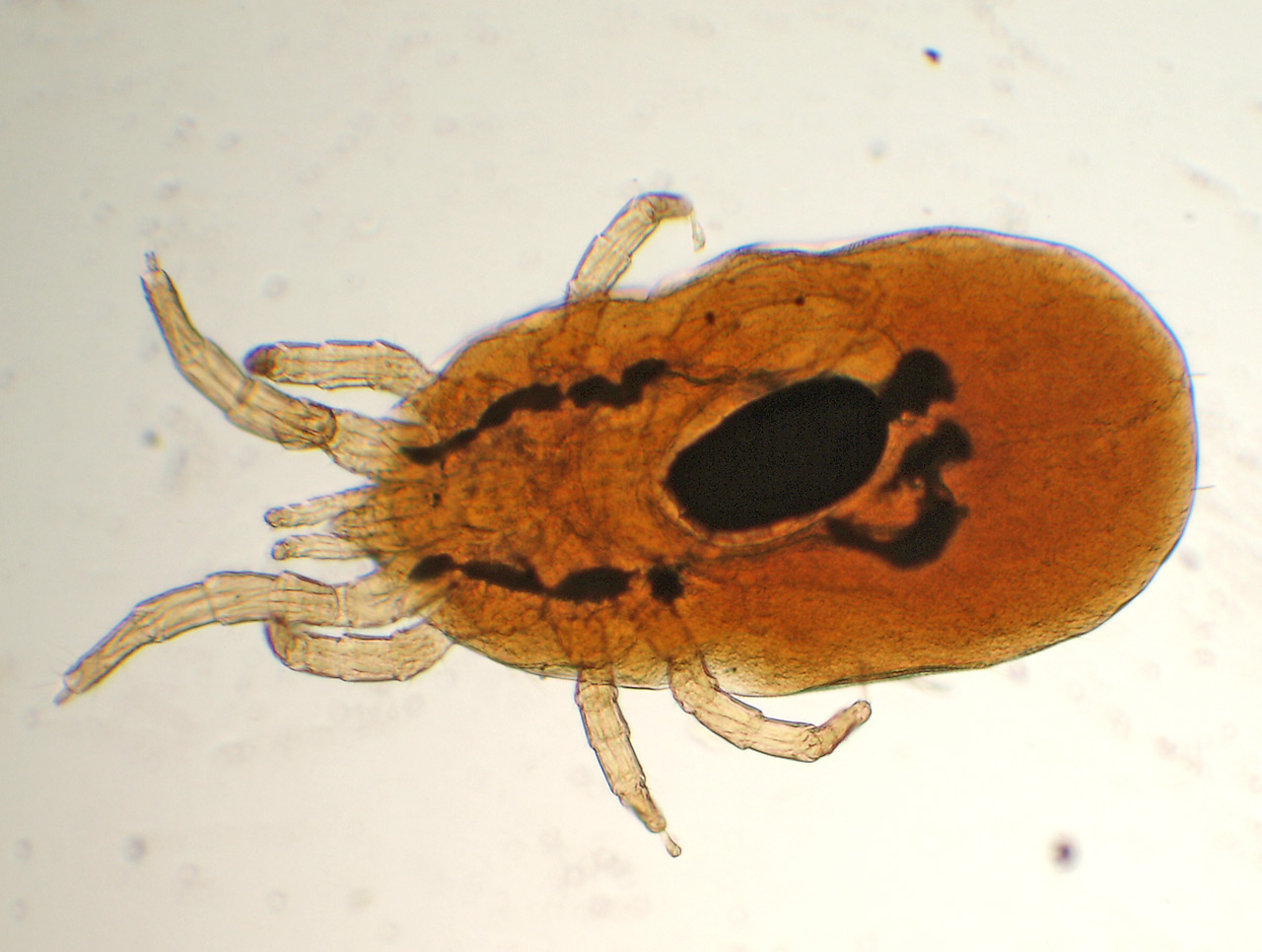
Dermanyssus gallinae.